# Малая Тотыдэоттаяха
Малая Тотыдэоттаяха — река в России, протекает по территории Ямало-Ненецкого автономного округа. Устье реки находится в 5 км по левому берегу протока Ландапарод реки Таз. Длина реки составляет 113 км, площадь водосборного бассейна — 1270 км².

## Притоки
(указано расстояние от устья)
- 16 км: Нараяха
- 55 км: река без названия
- 64 км: Нижняя Ханавэйяха
- 74 км: Верхняя Ханавэйяха
- 79 км: река без названия

## Данные водного реестра
По данным государственного водного реестра России относится к Нижнеобскому бассейновому округу, водохозяйственный участок реки — Таз. Речной бассейн реки — Таз.
Код объекта в государственном водном реестре — 15050000112115300071056.